# 165 (tal)
165 är det naturliga talet som följer 164 och som följs av 166.

## Inom vetenskapen
- 165 Loreley, en asteroid

## Inom matematiken
- 165 är ett udda tal.
- 165 är ett oktodekagontal.
- 165 är det nionde tetraedertalet.